# Sindrom krhkosti
Krhkost je s staranjem pogojena sprememba človeškega organizma, za katero sta temeljni povečanje deleža maščevja in zmanjšanje deleža puste telesne mase. Govorimo tudi o tako imenovanem sindromu krhkosti. Je stanje povečane občutljivosti na zunanje stresorje, kar vodi do povečanega tveganja za slabše izide zdravljenja. Kaže se lahko v obliki nespecifičnih znakov, kot so skrajna utrujenost, izguba telesne mase, pogoste okužbe, padci, zmedenost in omejena mobilnost. Telesna krhkost napoveduje slabšo kakovost življenja in dolgotrajnejšo oskrbo v starosti. Ni pa krhkost odvisna le od telesnih dejavnikov, temveč  tudi od psiholoških, kognitivnih in socialnih dejavnikov.

## Epidemiologija
Krhkost je pogost geriatrični sindrom. Ocene pojavnosti krhkosti pri starejši populaciji se razlikujejo zaradi različnih dejavnikov, na primer okolja, v katerem se pojavnost ocenjuje (v domovih za ostarele je pogostnost višja kot v običajni skupnosti), ter tudi od opredelitve, kaj krkhost zajema. Po široko sprejetih merilih za opredelitev krkosti, ki ga je predlagal Fried s sodelavci (2001), je pojavnost krhkosti med starostniki v skupnosti, zunaj institucij, 7- do 16-odstotna.
Pojavnost krhkosti narašča s starostjo, pogostejša je pri ženskah ter starostnikih iz nižjih socialno-ekonomskih slojev. Krhki starostniki imajo večje tveganje za hujše zdravstvene izide, kot so nezmožnost, padci, potreba za bivanje v oskrbovanem okolju, hospitalizacija in umrljivost.
Epidemiološke raziskave so pokazale tudi več dejavnikov tveganja za nastop krhkosti: kronične bolezni (kot so srčno-žilna obolenja, sladkorna bolezen, kronična bolezen ledvic, depresija in kognitivne motnje), fiziološke motnje (kot so vnetja in motnje strjevanja krvi, slabokrvnost, ateroskleroza, avtonomna disfunkcija, hormonske motnje, debelost,  hipovitaminoza D pri moških), in okoljski dejavniki (kot so bivalne razmere in razmere v soseščini).

## Opredelitev
Zaenkrat med strokovnjaki iz različnih disciplin, ki se ukvarjajo s krhkostjo, še ni soglasja o definiciji krhkosti. Fenotip krhkosti, ki so ga oblikovali Fried in sodelavci, je bil osnovan na petih opredeljenih kriterijih telesne krhkosti:
- nenamerna izguba telesne teže,
- utrujenost,
- šibkost,
- počasna hoja ter
- pomankanje telesne dejavnosti.

Obstajajo tudi t. i. indeksi krhkosti, s katerimi lahko izmerimo prisotnost sindroma krhkosti, na primer Rockwoodov indeks krhkosti, ki temelji na primanjkljaju na različnih področjih (npr. spoznavne sposobnosti, telesne funkcije, samoocena zdravja, tvegana vedenja, laboratorijski izvid).